# Västra Hargs kyrka
Västra Hargs kyrka är en kyrkobyggnad i Västra Hargs socken och Vifolka församling i Östergötland. Den ligger 11 km sydöst om Mjölby, eller en knapp mil söder om Sya och tillhör Linköpings stift.

## Kyrkobyggnaden
Västra Hargs kyrka är belägen vid Hargsjöns sydöstra ände. Den är en vitputsad, enskeppig salkyrka med tunnvalv, halvrunt kor och stora rundbågade fönster. I tornkammaren finns rester av kyrkomålningar.

## Historik
En kyrka i sten tillkom troligen under 1200-talet. Tyvärr brann prästgården och kyrkans arkiv förintades 1797, varför mycket är okänt från den tidigare historiken. Strax norr om nuvarande kyrka fann man rester av medeltidskyrkan när en schaktkontroll genomfördes år 2004.
Med användande av murrester från den medeltida helgedomen uppfördes under åren 1814-1815 en kyrka i nyklassicistisk stil efter ritningar av länsbyggmästare Johan Holmberg. Kyrkan består av långhus med torn i väster och halvrunt kor i öster. Eftersom kyrkan ligger på en sluttning rinner vatten rinner från ett berg i öster under kyrkan till en bäck i väster, vilket har orsakat grundproblem. En grundförstärkning genomfördes 1905 då kyrktornet förankrades med starka järn vid kyrkan. Ännu en grundförstärkning genomfördes 1922 då sex grundpelare göts vid västra tornväggen och en sjunde pelare göts vid södra väggen.

## Inventarier
- Altartavla, föreställande Kristi förklaring, är målad av den österrikiske konstnären Robert Hugo Jäckel år 1921. Tavlan är en fri bearbetning av Rafaels "Transfiguration" i Peterskyrkan.[1]
- Altarbord.[1]
- Kormattan är tillverkad av Östergötlands läns hemslöjdsförening och föreställer himlastegen. Den skänktes till kyrkan av Norra kyrkliga syföreningen.[1]
- Dopfunt av sandsten från 1200-talet. Den har spår av grön färg.[1]
- Dopfatet i mässing skänktes till kyrkan av Anna von Eckerman.[1]
- Dopmatta som tillverkades 1954 av kyrkvärden Hugo Glad. Den föreställer en skogsstjärna som speglar Betlehems stjärna, som är en komposition efter Erik Lundberg.[1]
- Gravhäll efter kyrkoherden Mathias Hemmingi Schorelius och Anna Horneer.[1]
- Brudbänkar, målade i allmogestil, från 1700-talets början.[1]
- Två tavlor som skänktes till kyrkan 1923.[1]
- Krucifix.[1]
- Nattvarskalk i silver från 1841 av Abraham Edborg, Jönköping.[1]
- Oblatask från 1700-talet.[1]
- Brudkrona från 1886 av Sam Pettersson, Linköping.[1]
- Brudkrona från 1969 av Hanne Silversmed, Gamla Linköping.[1]
- Predikstol från 1924.
- Begravningsvapen över Claes Ulfsparre af Broxvik. Tillverkad av Henrik Werner, Västra Harg.[1]
- Vapensköld över kornetten Nils Persson Ulfsax.[1]
- Solur i kalksten från 1777. Den har inskriptionen W Hargs kyrkas POLH 58 13 1777 PE.[1]
- Dörr av järnplåt.[1]
- Storklockan är omgjuten 1826 av Lars Öhman, Norrköping.[1]
- Lillklockan är omgjuten 1826 av Lars Öhman, Norrköping.[1]

## Orglar

### Läktarorgel

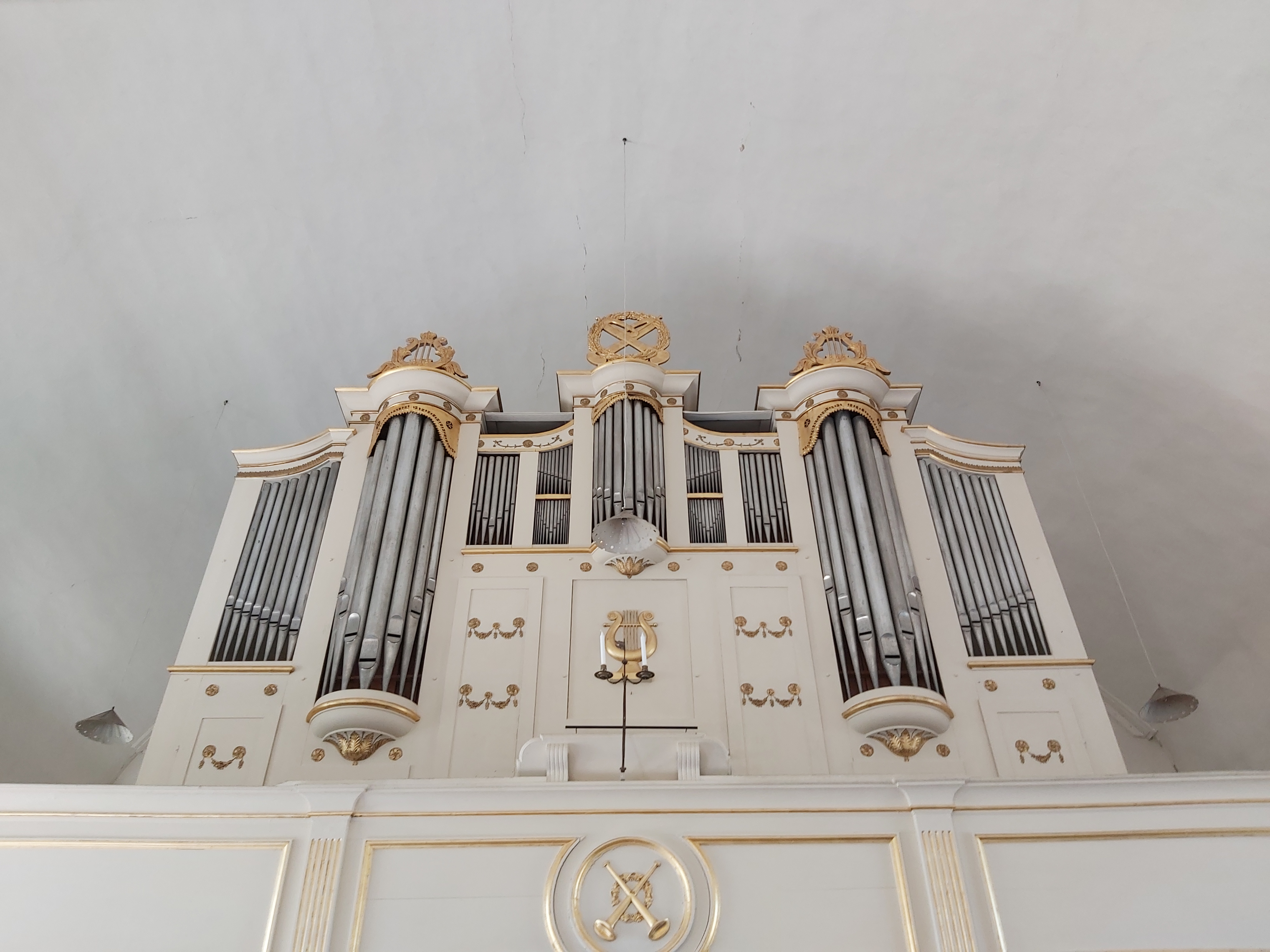
Läktarorgel

- 1839: Organist, klockare och amatörorgelbyggare Nils Ahlstrand, Norra Solberga, bygger en enmanualig piporgel med självständig pedal. Han återanvänder härvid en del äldre pipor, förmodligen härstammande från Cahman, bl.a. till Principal 8'. Flertalet pipor i fasaden är ljudande - i de större turellerna pedalens hela Principal 8', i mitturellen och de plana fälten manualens hela Octava 4'. De små sidofälten och de yttre sidofälten har blindpipor. Tonomfång: manual C-f¹, pedal C-H, därefter bihängd c°-g° en oktav djupare (c°-tasten kopplad till C-tangenten, etc.). I ett bälghus bakom orgeln finns två kilbälgar.
- 1895: Renovering av orgelreparatör Gustaf Lundquist, Linköping, som också monterar ett orgelharmonium som andra manual och ändrar namnet på Fleut d'amour 8' till Salicional 8'(!)
- 1979: A. Magnusson Orgelbyggeri AB, Mölnlycke, renoverar orgeln och monterar bort harmoniet. Orgeln är mekanisk.
- 2006: Ålems Orgelverkstad, Ålem, restaurerar orgeln. Scharffens terskor, som tidigare tagits bort, fanns delvis bevarat så stämman kunde rekonstrueras genom nytillverkning av saknade pipor. Fugara 8' återställdes till ursprunglig Fugara 4'. Återinvigning med konsert och orgeldemonstration av kontrollanten Jan H. Börjesson, Göteborg, den 3 juni 2006.

Nuvarande disposition:
| Manual C-f³                            | Pedal C-g°                    | Övrigt     |
| Principal 8', bas/diskant              | Subbas 16'                    | Sperventil |
| Gedacht 8'                             | Principal 8' (fasad)          | Calcant    |
| Fleut d'amour 8'                       | Gedacht 8'                    |            |
| Octava 4' (fasad)                      | Quinta 6' (egentligen 5 1/3') |            |
| Gedacht-Flöjt 4'                       | Octava 4'                     |            |
| Fugara 4'                              | Octava 2'                     |            |
| Quinta 3' (egentligen 2 2/3')          | Basun 16'                     |            |
| Octava 2'                              | Trumpet 8'                    |            |
| Scharff III chor. 4' + 3 1/5' + 2 2/3' |                               |            |
| Trumpet 8', bas/diskant                |                               |            |

Orgeln har ett tonomfång på 54/20. Pedalen är självständig i stora oktaven, därefter bihängd i suboktavläge.

### Kororgel

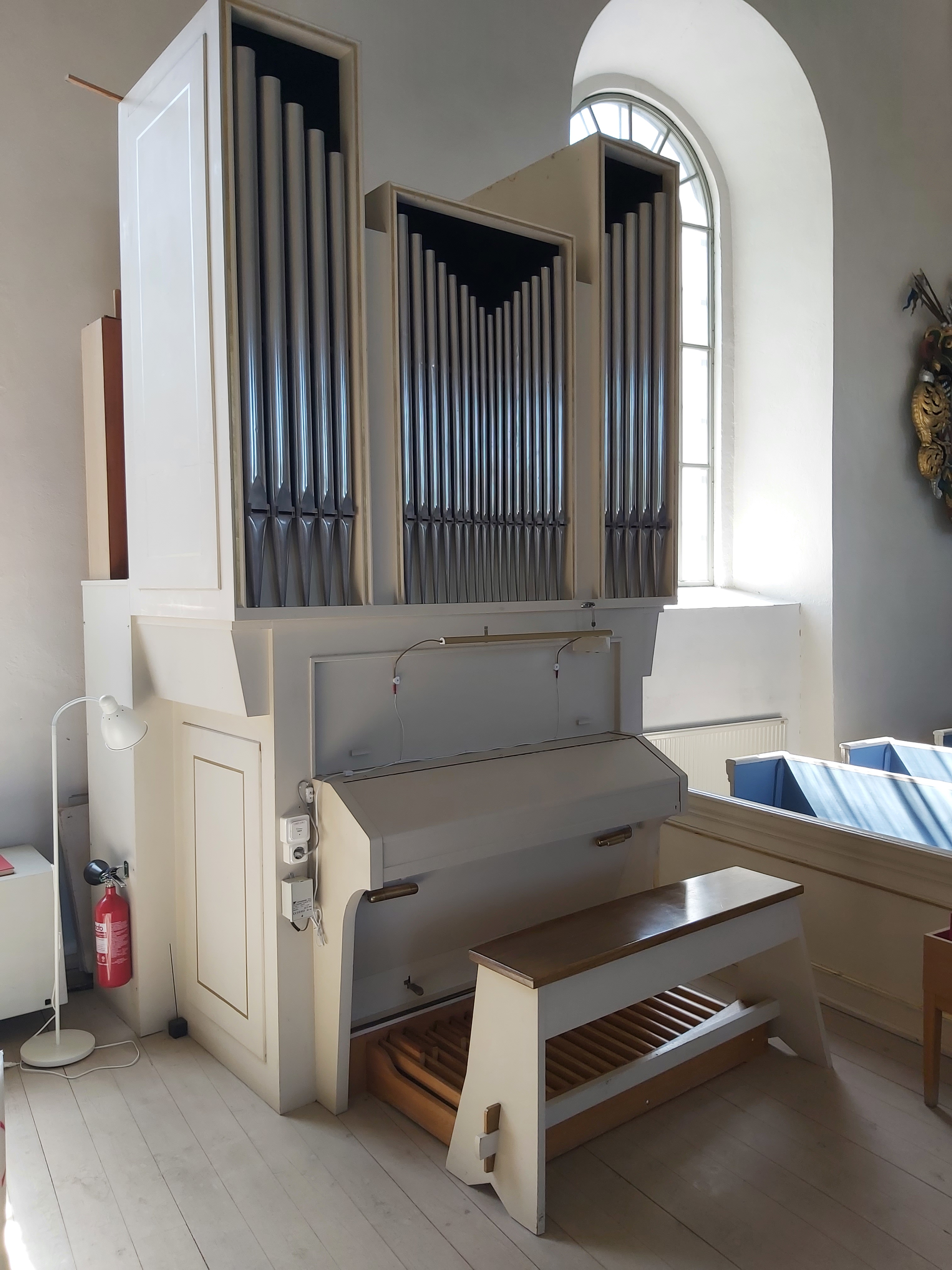
Kororgeln

Reinhard Kohlus, Vadstena levererade 1968 en enmanualig mekanisk kororgel. Den placeras på kyrkans epistelsida nedanför koret.
Disposition:
| Manual C-f³           | Pedal C-g° | Koppel   |
| Gedackt 8'            | Subbas 16' | Man/Ped. |
| Principal 4'          |            |          |
| Blockflöjt 4'         |            |          |
| Waldflöjt 2'          |            |          |
| Mixtur III-IV, 1 1/3' |            |          |

## Bildgalleri

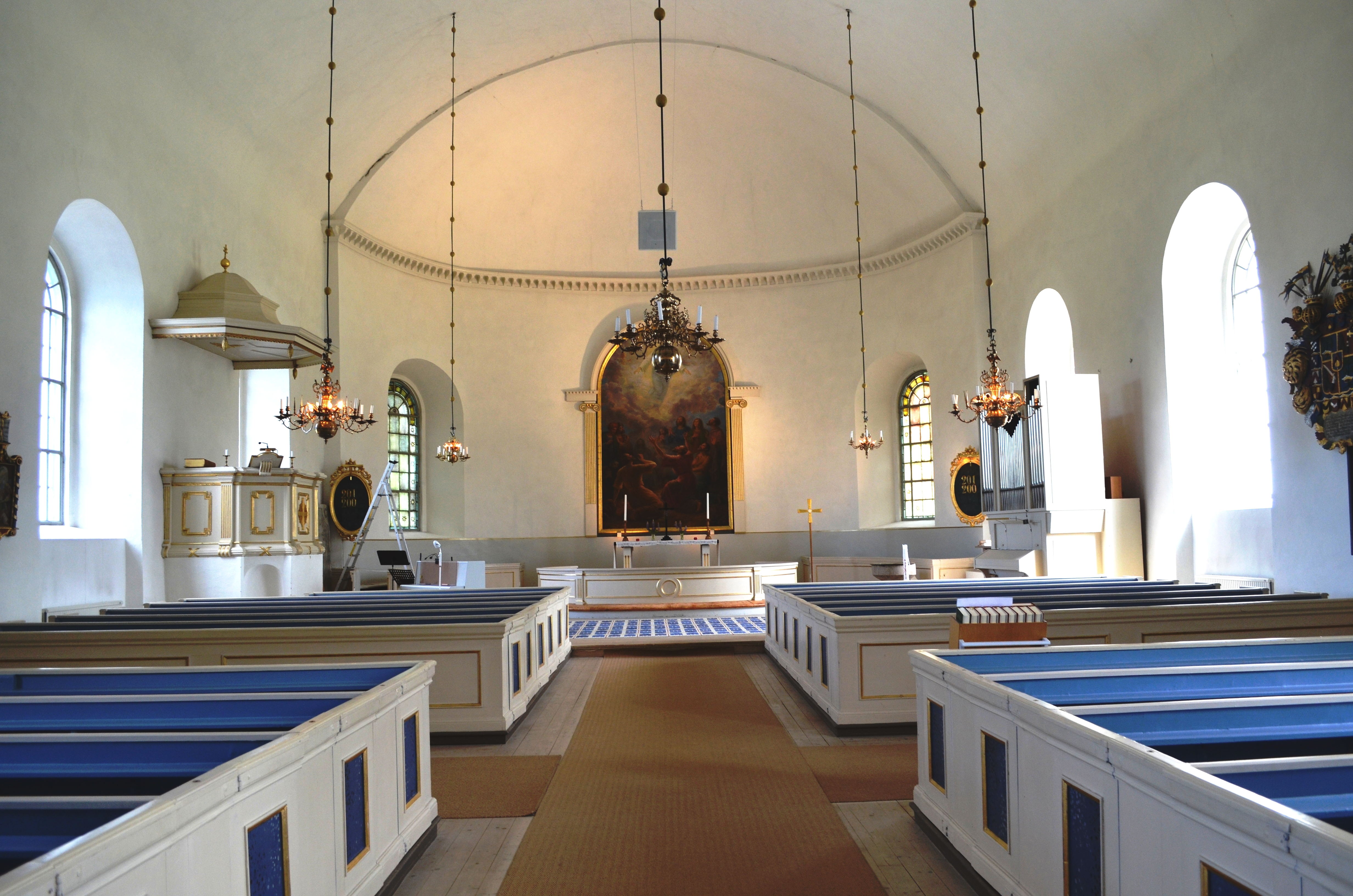
Västra Harg kyrkas kyrksal
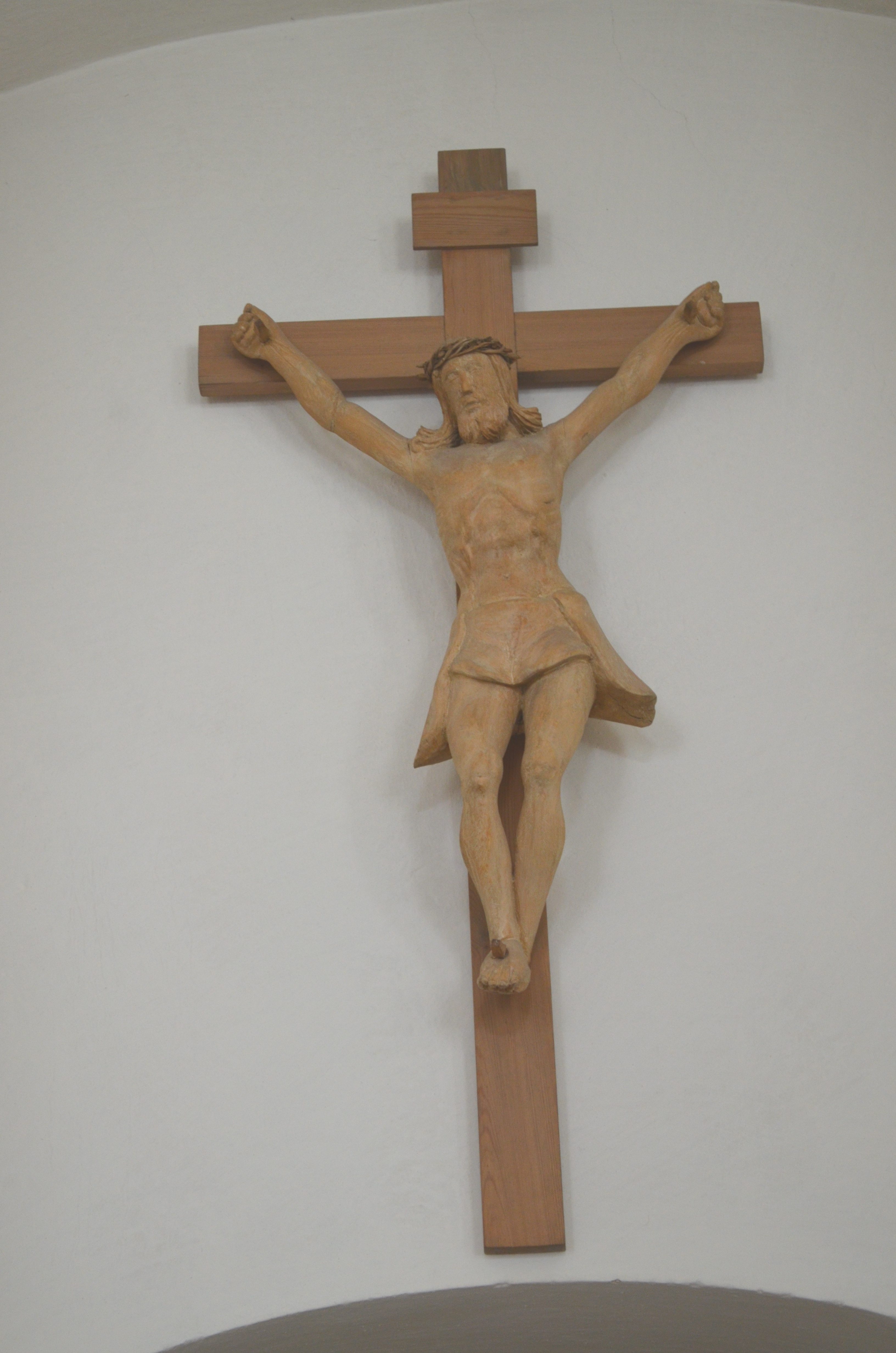
Västra Harg kyrkas krucifix
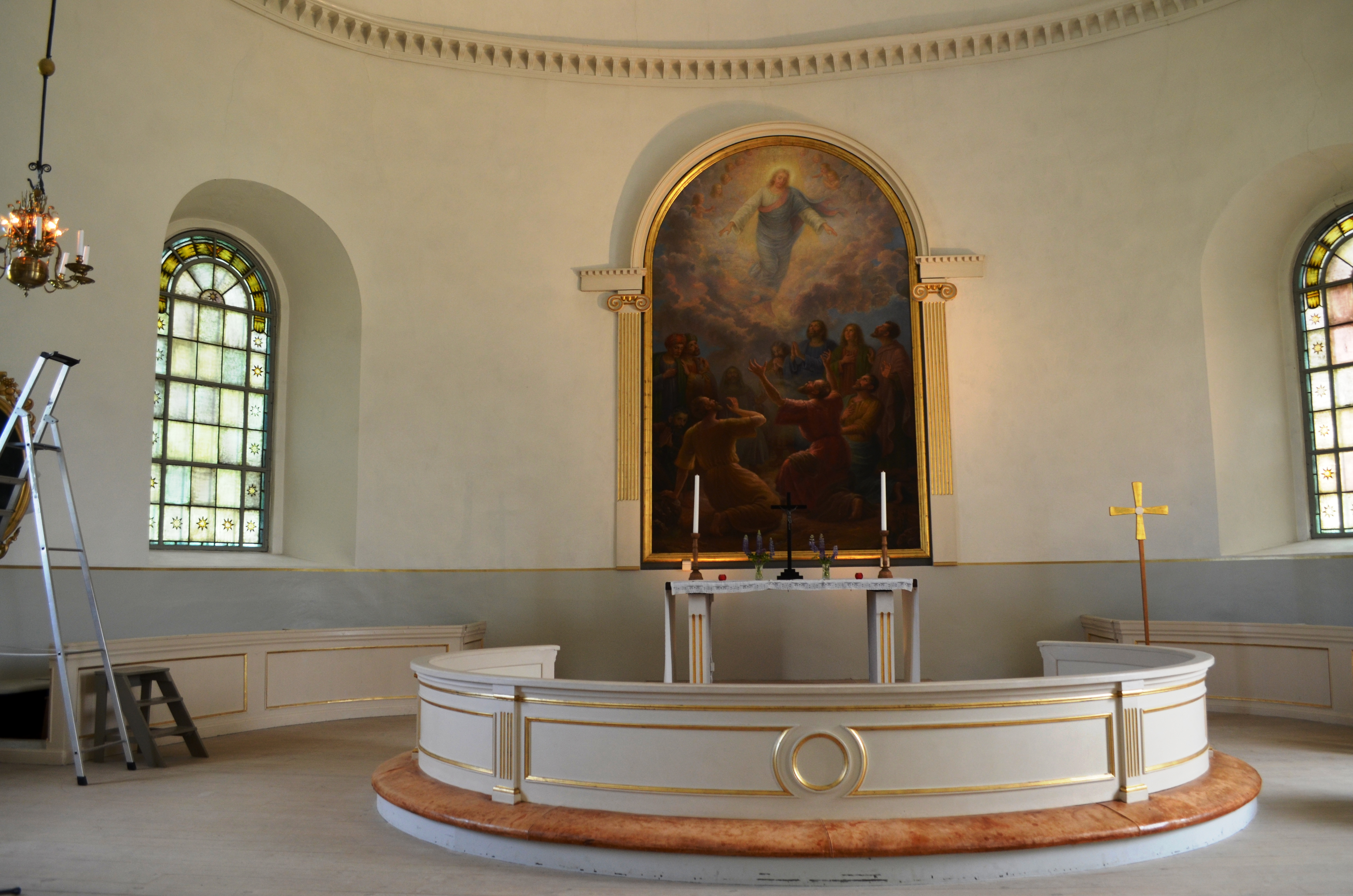
Västra Harg kyrkas altare
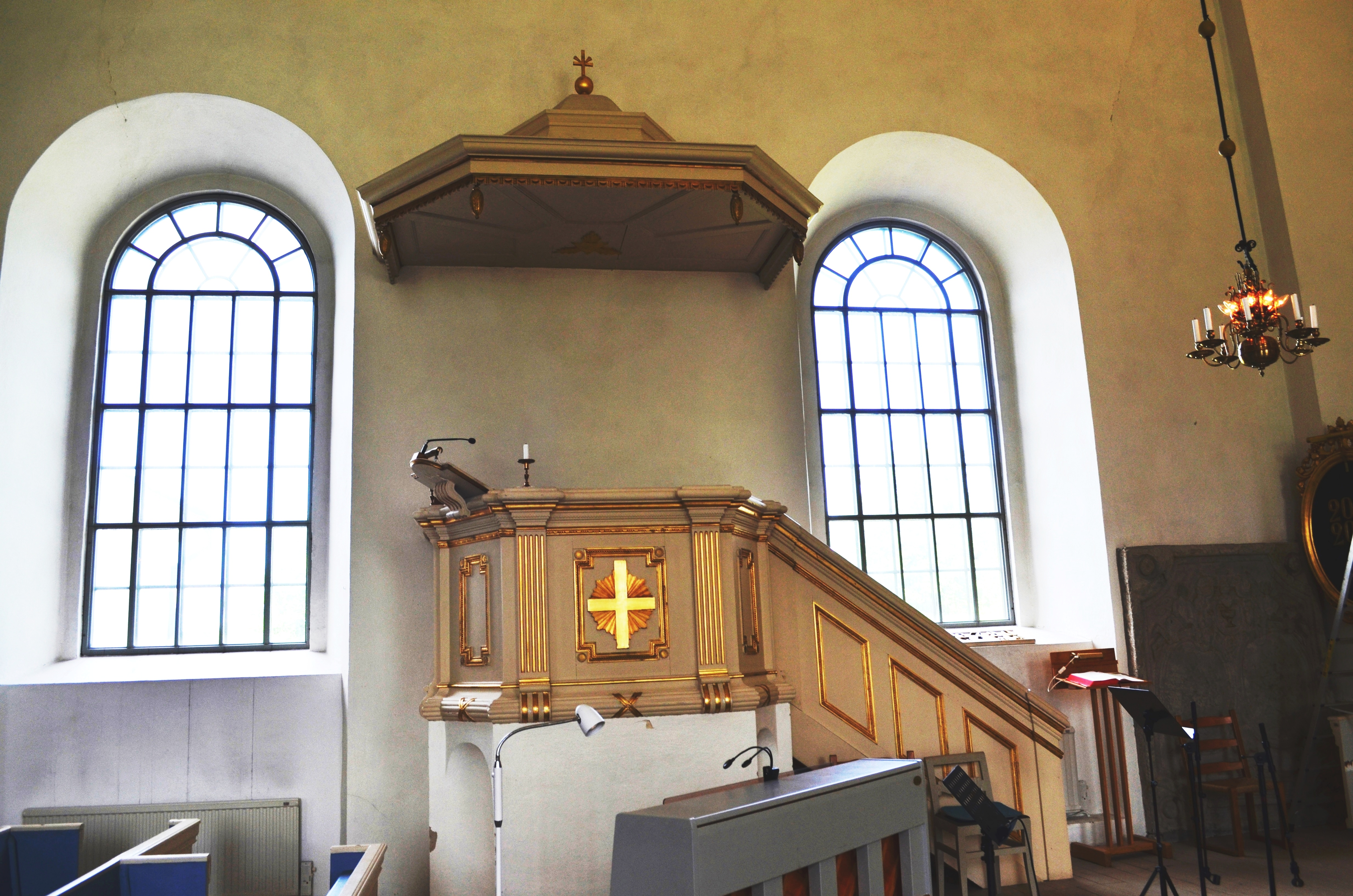
Västra Harg kyrkas predikstol
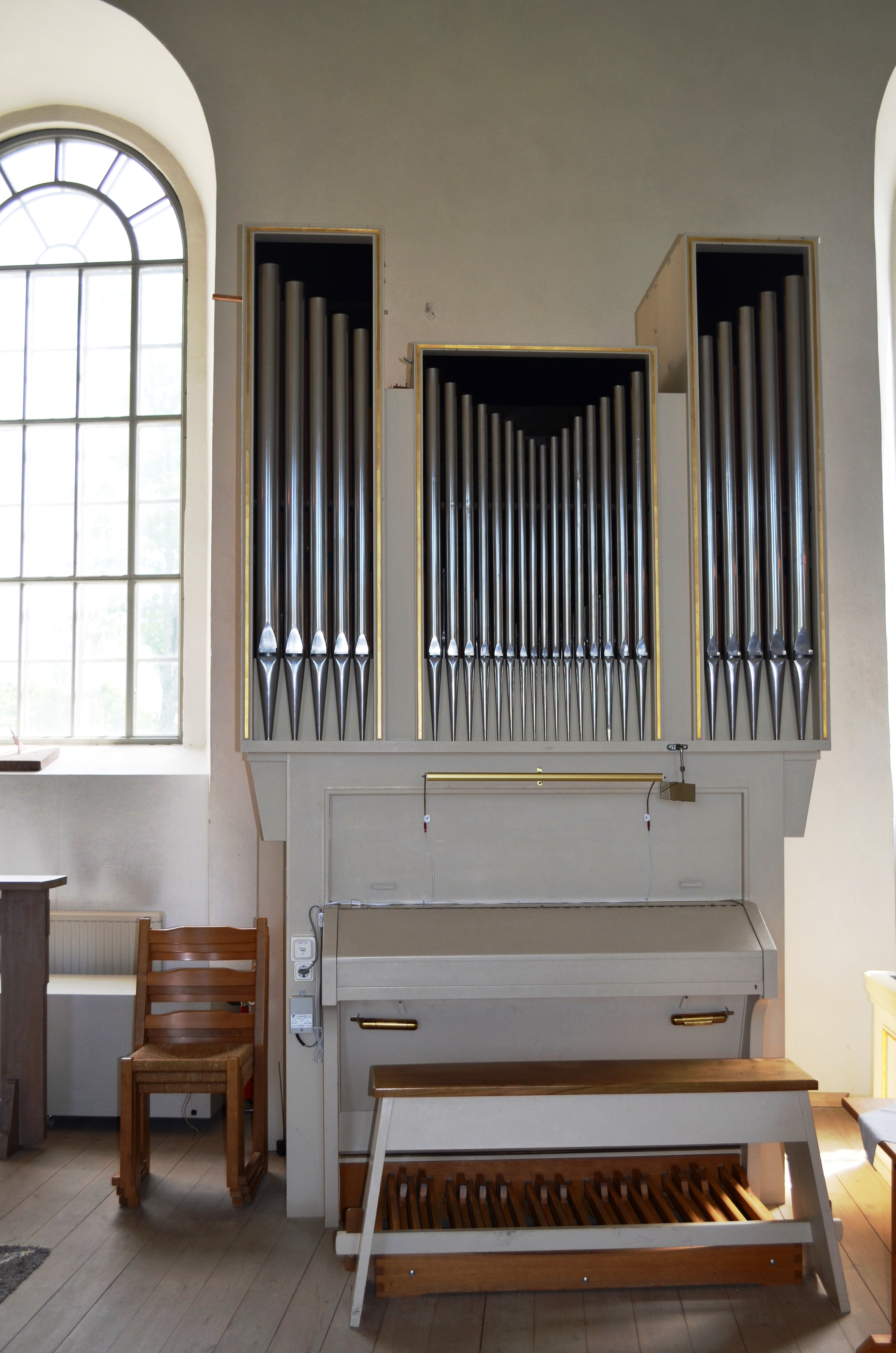
Västra Harg kyrkas körorgel
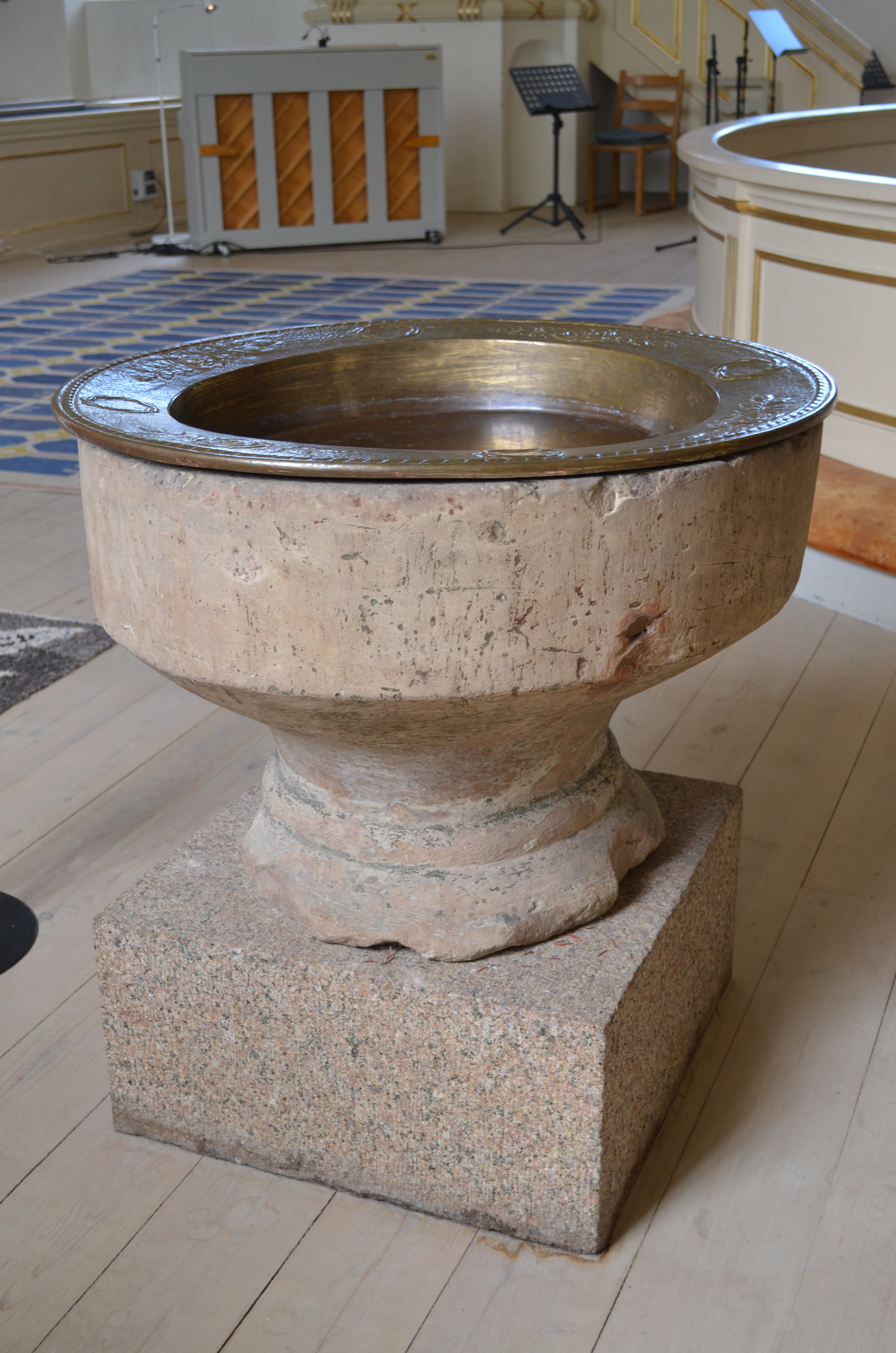
Västra Harg kyrkas dopfunt
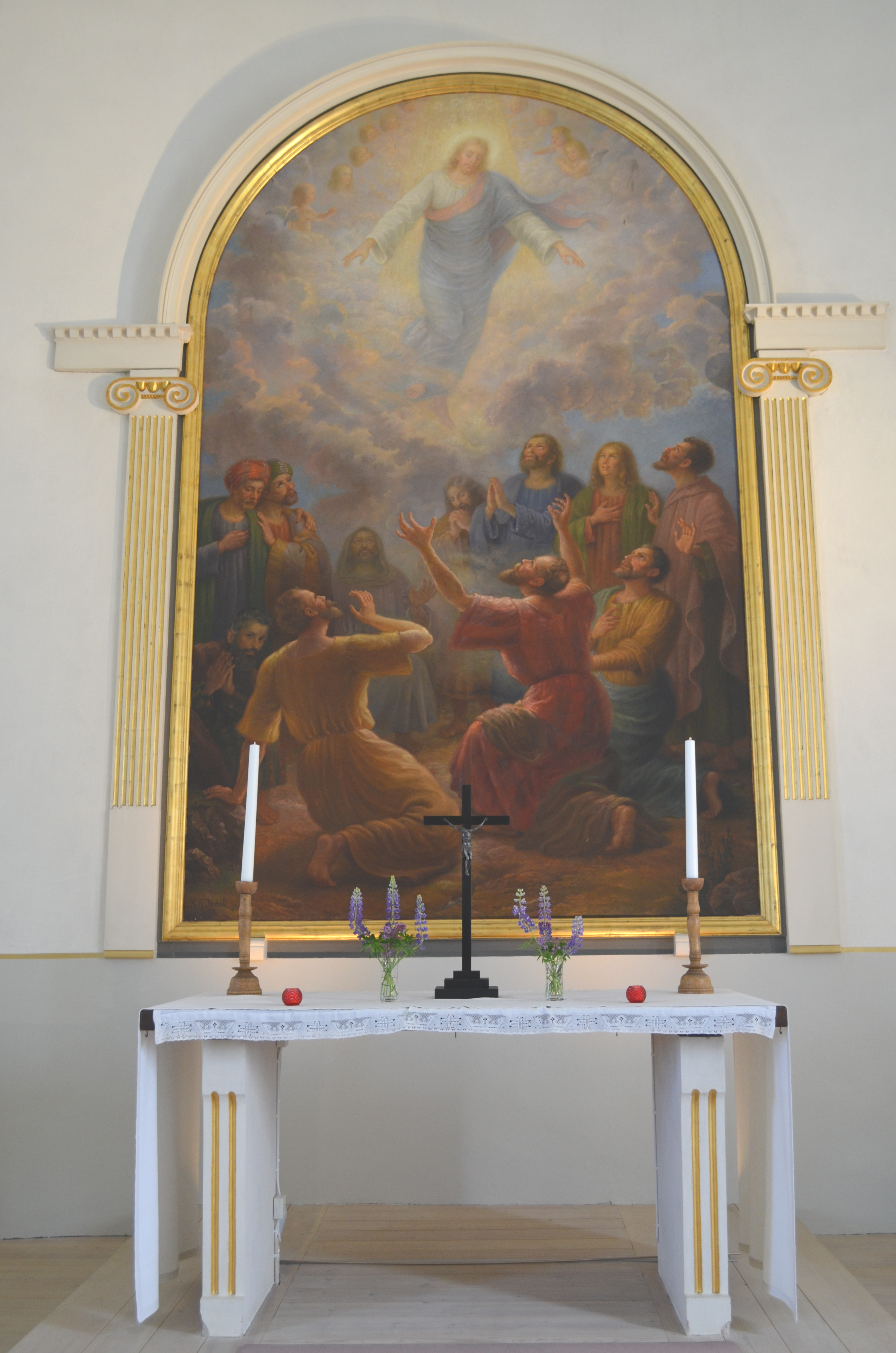
Västra Harg kyrkas altartavla
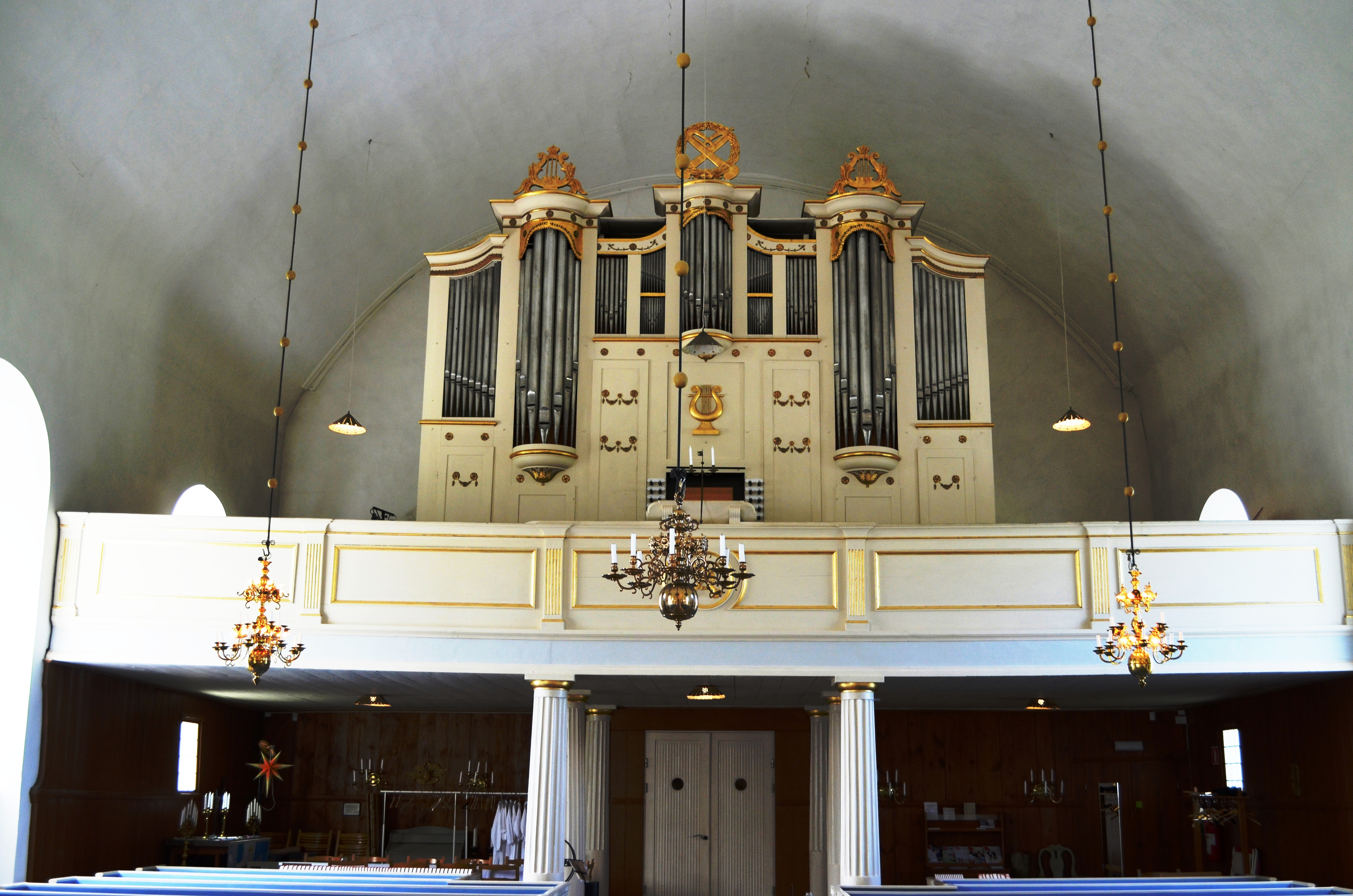
Västra Harg kyrkas orgelläktare